# Knemodynerus pseudocoriaceus
Knemodynerus pseudocoriaceus är en stekelart som beskrevs av Giordani Soika 1970. Knemodynerus pseudocoriaceus ingår i släktet Knemodynerus och familjen Eumenidae. Inga underarter finns listade i Catalogue of Life.